# サンフラワー郡 (ミシシッピ州)
サンフラワー郡（サンフラワーぐん、Sunflower County）はアメリカ合衆国ミシシッピ州に位置する郡である。2000年現在、人口は34,369人である。ここの郡庁所在地はインディアノラである。

## 地理
アメリカ合衆国統計局によると、この郡は総面積1,832 km2 (707 mi2) である。このうち1,797 km2 (694 mi2) が陸地で35 km2 (13 mi2) が水地域である。総面積の1.90%が水地域となっている。サンフラワー郡はw:Mississippi Deltaに位置している。

## 人口動勢
2000年現在の国勢調査で、この郡は人口34,369人、9,637世帯、及び7,314家族が暮らしている。人口密度は19/km2 (50/mi2) である。6/km2 (15/mi2) の平均的な密度に10,338軒の住宅が建っている。この郡の人種的な構成は白人28.88%、アフリカン・アメリカン69.86%、先住民0.09%、アジア0.40%、太平洋諸島系0.00%、その他の人種0.48%、及び混血0.28%である。この人口の1.30%はヒスパニックまたはラテン系である。
この郡内の住民は27.90%が18歳未満の未成年、18歳以上24歳以下が14.00%、25歳以上44歳以下が30.30%、45歳以上64歳以下が18.10%、及び65歳以上が9.70%にわたっている。中央値年齢は30歳である。女性100人ごとに対して男性は115.90人である。18歳以上の女性100人ごとに対して男性は120.00人である。
この郡の世帯ごとの平均的な収入は24,970米ドルであり、家族ごとの平均的な収入は29,144米ドルである。男性は26,208米ドルに対して女性は19,145米ドルの平均的な収入がある。この郡の一人当たりの収入 (per capita income) は11,365米ドルである。人口の30.00%及び家族の24.60%は貧困線以下である。全人口のうち18歳未満の39.50%及び65歳以上の24.10%は貧困線以下の生活を送っている。

## 有名な住民
- w:Charlie Patton (ブルース歌手、1891年 - 1934年)
- Roderick HotRod Ferguson (歌手、1990年 - 現在)
- w:James Eastland (ミシシッピ州選出アメリカ合衆国上院議員、1904年 - 1986年)
- w:Fannie Lou Hamer (公民権運動家、1917年 - 1977年)
- w:B. B. King (ブルース歌手、1925年 - 2015年)
- w:Archie Manning (NFL クォーターバック、1949年 - 現在)

## 都市及び町
- Doddsville
- Drew
- ホリーリッジ (Holly Ridge)
- インディアノラ (Indianola)
- Inverness
- ムーアヘッド (Moorhead)
- ルールビル (Ruleville)
- サンフラワー (Sunflower)